# 프랑수아조제프 고세크

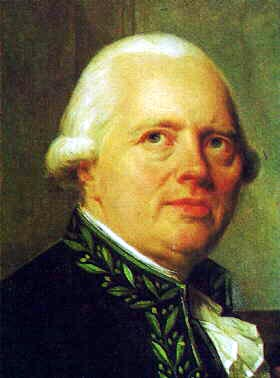
프랑수아 조셉 고세크

프랑수아조제프 고세크(François-Joseph Gossec, 1734년 1월 17일 ~ 1829년 2월 16일)는 프랑스의 음악가이다.
바이올린 독주용의 소품 〈가보트〉의 작자로 잘 알려진 그는 교향곡과 오페라, 종교음악의 작곡가로 18세기 후반부터 19세기 초에 걸쳐 중요한 역할을 하였다. 베르니에서 태어나 성가대원이 되어 바이올린을 배웠고 17세 때 파리로 가서 지휘자 겸 작곡가로 활약하여 파리 음악원 교수, 학사원 회원 등으로 있다가 그 곳에서 별세하였다. 작곡 활동은 여러 갈래에 걸쳤으며, 만하임 악파의 영향이 강하나, 40곡 이상의 교향곡, 협주교향곡, 20곡의 오페라를 비롯하여 다수의 발레곡, 종교곡, 실내악곡이 있고 특히 그 때까지 교향곡 면에서 뛰어난 작곡가를 갖지 못하였던 프랑스에서 그의 교향곡 활동은 오스트리아의 하이든과 같은 역할을 하였다고 할 수 있다.